# Cala Gran
Die Cala Gran ist ein Strand im Osten der Baleareninsel Mallorca. Die Cala Gran gehört zum Gebiet der Gemeinde Santanyí.

## Lage und Beschreibung
Die Cala Gran („die Große“) befindet sich in dem Ort Cala d’Or in dem gleichnamigen Ortsteil Cala d’Or.
Die Bucht hat eine Breite von etwa 50 Metern und eine Länge von etwa 250.
Rund um die Bucht liegen Hotels, Apartment- und Privathäuser.

## Hotels
- Tui Blue Rocador
- Prinsotel Alba Hotel Apartamentos
- Playa D'Or II
- Gavimar Hotel Cala Gran Costa Club Resort
- Sentido Tucán